# 11133 Кумоторі
11133 Кумоторі (11133 Kumotori) — астероїд головного поясу, відкритий 2 грудня 1996 року.
Тіссеранів параметр щодо Юпітера — 3,307.